# Liste der Naturschutzgebiete im Středočeský kraj

Lage des Středočeský kraj in Tschechien

Die Liste der Naturschutzgebiete im Středočeský kraj umfasst kleinflächige geschützte Gebiete in der Region Mittelböhmen, Tschechien. Aufgenommen sind alle offiziell ausgewiesenen Naturreservate und Naturdenkmäler nach dem „Gesetz zum Schutz der Natur und der Landschaft 114/1992“ (Stand November 2009).
Für eine Gesamtübersicht siehe die Liste der Naturschutzgebiete in Tschechien.

## Nationale Naturreservate
| Name                      | Gründung | Größe [ha] | Lage                                                                                     | Beschreibung                                                                            | Ansicht |
| ------------------------- | -------- | ---------- | ---------------------------------------------------------------------------------------- | --------------------------------------------------------------------------------------- | ------- |
| Čtvrtě                    | 1989     | 95,29      | Nymburk: Mcely                                                                           | Eichenmischwald mit Beständen der Frühlingsknotenblume und verschiedener Orchideenarten |         |
| Drbákov - Albertovy skály | 1933     | 61,03      | Příbram: Nalžovice                                                                       | steile bewaldete Hänge am Ufer der Moldau mit Beständen der Europäischen Eibe           |         |
| Hrabanovská černava       | 1933     | 27,57      | Nymburk: Lysá nad Labem                                                                  |                                                                                         |         |
| Karlštejn                 | 1955     | 1547,00    | Beroun: Beroun, Bubovice, Hlásná Třebaň, Karlštejn, Mořina, Srbsko, Svatý Jan pod Skalou |                                                                                         |         |
| Kněžičky                  | 2006     | 89,17      | Hradec Králové: Lovčice; Nymburk: Kněžičky, Kolín: Žehuň                                 |                                                                                         |         |
| Koda                      | 1952     | 463,64     | Beroun: Korno, Měňany, Srbsko, Tetín                                                     |                                                                                         |         |
| Libický luh               | 1985     | 410,33     | Kolín: Velký Osek; Nymburk: Libice nad Cidlinou, Oseček                                  |                                                                                         |         |
| Pochválovská stráň        | 1989     | 24,27      | Rakovník: Kozojedy                                                                       |                                                                                         |         |
| Polabská černava          | 1946     | 7,40       | Mělník: Velký Borek                                                                      |                                                                                         |         |
| Týřov                     | 1933     | 420,56     | Beroun: Broumy; Rakovník: Karlova Ves, Skryje                                            |                                                                                         |         |
| Ve Studeném               | 1935     | 30,30      | Benešov: Chocerady                                                                       |                                                                                         |         |
| Velká Pleš                | 1984     | 95,66      | Rakovník: Branov                                                                         |                                                                                         |         |
| Větrušické rokle          | 1969     | 24,72      | Praha-východ: Větrušice                                                                  |                                                                                         |         |
| Voděradské bučiny         | 1955     | 658,03     | Praha-východ: Louňovice, Jevany, Vyžlovka, Černé Voděrady                                |                                                                                         |         |
| Vůznice                   | 1984     | 231,22     | Beroun: Nižbor; Kladno: Běleč; Rakovník: Sýkořice                                        |                                                                                         |         |
| Žehuňský rybník           | 1948     | 1452,91    | Hradec Králové: Lovčice; Nymburk: Běrunice, Kněžičky, Kolín: Choťovice, Žehuň            |                                                                                         |         |

## Naturreservate
| Name                       | Gründung | Größe [ha] | Lage                                                                                          | Beschreibung                                            | Ansicht |
| -------------------------- | -------- | ---------- | --------------------------------------------------------------------------------------------- | ------------------------------------------------------- | ------- |
| Andělské schody            | 2002     | 13,25      | Příbram: Voznice                                                                              |                                                         |         |
| Bažantnice u Loukova       | 2000     | 7,15       | Mladá Boleslav: Loukov                                                                        | Eichenmischwald mit Vorkommen des Gefleckten Aronstabes |         |
| Brdatka                    | 1984     | 33,89      | Rakovník: Křivoklát                                                                           |                                                         |         |
| Černínovsko                | 1950     | 10,14      | Mělník: Libiš                                                                                 |                                                         |         |
| Čertova skála              | 1949     | 2,34       | Rakovník: Hracholusky                                                                         |                                                         |         |
| Červená louka              | 1989     | 25,62      | Rakovník: Lišany, Olešná, Rakovník                                                            |                                                         |         |
| Červený kříž               | 1989     | 12,56      | Rakovník: Roztoky                                                                             |                                                         |         |
| Čížov                      | 1990     | 56,79      | Benešov: Týnec nad Sázavou, Řehenice                                                          |                                                         |         |
| Dománovický les            | 1989     | 74,89      | Kolín: Dománovice, Radovesnice II                                                             |                                                         |         |
| Dřínovská stráň            | 1994     | 5,66       | Mělník: Úžice                                                                                 |                                                         |         |
| Getsemanka I. a II.        | 1966     | 27,76      | Příbram: Rožmitál pod Třemšínem, Věšín                                                        |                                                         |         |
| Grybla                     | 1986     | 53,19      | Benešov: Krhanice                                                                             |                                                         |         |
| Hradec                     | 1989     | 45,92      | Příbram: Dobříš                                                                               |                                                         |         |
| Hrbáčkovy tůně             | 1988     | 20,96      | Nymburk: Lysá nad Labem, Přerov nad Labem; Praha-východ: Čelákovice, Káraný                   |                                                         |         |
| Jezero                     | 2002     | 7,09       | Příbram: Dublovice                                                                            |                                                         |         |
| Jezírka                    | 1995     | 59,50      | Rokycany: Podmokly; Rakovník: Skryje                                                          |                                                         |         |
| Jouglovka                  | 1984     | 3,41       | Beroun: Broumy                                                                                |                                                         |         |
| Kabečnice                  | 1984     | 25,51      | Rakovník: Sýkořice                                                                            |                                                         |         |
| Karlické údolí             | 1973     | 214,11     | Beroun: Mořinka; Praha-západ: Karlík, Vonoklasy                                               |                                                         |         |
| Kelské louky               | 2002     | 87,05      | Mělník: Kly, Mělník                                                                           |                                                         |         |
| Klánovický les - Cyrilov   | 1982     | 396,87     | Prag; Praha-východ: Jirny, Šestajovice, Úvaly                                                 |                                                         |         |
| Kobyla                     | 1967     | 20,48      | Beroun: Koněprusy, Měňany, Suchomasty                                                         |                                                         |         |
| Kobylí draha               | 1990     | 53,39      | Praha-západ: Hradištko                                                                        |                                                         |         |
| Kokořínský důl             | 1953     | 2096,97    | Česká Lípa: Blatce; Mělník: Dobřeň, Kanina, Kokořín, Mšeno, Nebužely, Nosálov, Střemy, Vysoká |                                                         |         |
| Kopeč                      | 1946     | 9,14       | Mělník: Úžice                                                                                 |                                                         |         |
| Kuchyňka                   | 1933     | 21,18      | Příbram: Pičín                                                                                |                                                         |         |
| Kulivá hora                | 1972     | 22,23      | Praha-západ: Třebotov                                                                         |                                                         |         |
| Lhotecké stráně            | 1985     | 13,63      | Kutná Hora: Kluky                                                                             |                                                         |         |
| Lipovka - Grado            | 1946     | 32,78      | Praha-východ: Káraný                                                                          |                                                         |         |
| Louky u rybníka Proudnice  | 1994     | 17,85      | Kolín: Žiželice                                                                               |                                                         |         |
| Louky v oboře Libeň        | 1989     | 10,00      | Rakovník: Mšecké Žehrovice                                                                    |                                                         |         |
| Luční potok                | 2000     | 9,97       | Rakovník: Jesenice                                                                            |                                                         |         |
| Malý Blaník                | 1992     | 12,71      | Benešov: Louňovice pod Blaníkem                                                               |                                                         |         |
| Máslovická stráň           | 1999     | 27,25      | Praha-východ: Máslovice, Vodochody                                                            |                                                         |         |
| Milská stráň               | 1988     | 11,10      | Rakovník: Milý                                                                                |                                                         |         |
| Mokřady dolní Liběchovky   | 2001     | 36,46      | Mělník: Tupadly, Želízy; Litoměřice: Štětí                                                    |                                                         |         |
| Mokřady horní Liběchovky   | 1996     | 75,12      | Česká Lípa: Blatce, Dubá; Mělník: Dobřeň                                                      |                                                         |         |
| Mydlovarský luh            | 1989     | 168,70     | Nymburk: Kostomlaty nad Labem, Ostrá                                                          |                                                         |         |
| Na Babě                    | 1984     | 23,95      | Rakovník: Křivoklát                                                                           |                                                         |         |
| Na hornické                | 2002     | 42,15      | Kutná Hora: Svatý Mikuláš, Záboří nad Labem                                                   |                                                         |         |
| Na skalách                 | 1966     | 23,31      | Příbram: Věšín                                                                                |                                                         |         |
| Nezabudické skály          | 1989     | 22,94      | Rakovník: Velká Buková                                                                        |                                                         |         |
| Pašijová draha             | 1987     | 50,62      | Kladno: Libušín                                                                               |                                                         |         |
| Pod Benáteckým vrchem      | 2002     | 69,21      | Nymburk: Milovice                                                                             |                                                         |         |
| Podhrázský rybník          | 1950     | 59,37      | Benešov: Olbramovice                                                                          |                                                         |         |
| Podhůrka                   | 1996     | 6,33       | Rakovník: Nové Strašecí                                                                       |                                                         |         |
| Podlesí                    | 1993     | 9,89       | Benešov: Louňovice pod Blaníkem                                                               |                                                         |         |
| Prameny Klíčavy            | 1995     | 47,84      | Rakovník: Řevničov                                                                            |                                                         |         |
| Příhrazské skály           | 1999     | 519,27     | Mladá Boleslav: Boseň, Branžež, Březina, Kněžmost, Mnichovo Hradiště, Žďár                    |                                                         |         |
| Radotínské údolí           | 1950     | 130,24     | Prag; Praha-západ: Kosoř                                                                      |                                                         |         |
| Roztocký háj - Tiché údolí | 1951     | 111,42     | Praha-západ: Roztoky                                                                          |                                                         |         |
| Rybníčky u Podbořánek      | 1990     | 21,93      | Rakovník: Jesenice                                                                            |                                                         |         |
| Slatinná louka u Liblic    | 1987     | 2,27       | Mělník: Liblice                                                                               |                                                         |         |
| Štěpánovský potok          | 1993     | 19,00      | Benešov: Soutice, Trhový Štěpánov                                                             |                                                         |         |
| Stráň u Chroustova         | 1951     | 3,13       | Kolín: Radim                                                                                  |                                                         |         |
| Stráně u splavu            | 1951     | 0,63       | Kolín: Vrbčany                                                                                |                                                         |         |
| Stříbrný luh               | 1984     | 106,59     | Rakovník: Zbečno                                                                              |                                                         |         |
| Svatá Alžběta              | 1949     | 6,23       | Rakovník: Městečko                                                                            |                                                         |         |
| Tankodrom                  | 1999     | 31,17      | Rakovník: Rakovník                                                                            |                                                         |         |
| Tetínské skály             | 1974     | 18,08      | Beroun: Tetín                                                                                 |                                                         |         |
| Tonice-Bezedná             | 1985     | 6,94       | Kolín: Velký Osek, Veltruby                                                                   |                                                         |         |
| Týnecké mokřiny            | 1988     | 77,99      | Kolín: Týnec nad Labem                                                                        |                                                         |         |
| U Eremita                  | 1984     | 7,80       | Rakovník: Branov                                                                              |                                                         |         |
| Údolí Klíčavy              | 2008     | 33,02      | Kladno: Lány, Rakovník: Ruda                                                                  |                                                         |         |
| Údolí Plakánek             | 1990     | 90,82      | Jičín: Libošovice; Mladá Boleslav: Dobšín, Dolní Bousov                                       |                                                         |         |
| Úpor                       | 1957     | 225,42     | Mělník: Kly, Obříství                                                                         |                                                         |         |
| V Bahnách                  | 1952     | 8,60       | Rakovník: Třtice                                                                              |                                                         |         |
| Velká a Malá olšina        | 1982     | 4,96       | Kutná Hora: Zbýšov; Havlíčkův Brod: Leština u Světlé                                          |                                                         |         |
| Velký Blaník               | 1992     | 84,68      | Benešov: Louňovice pod Blaníkem                                                               |                                                         |         |
| Veltrubský luh             | 1985     | 98,81      | Kolín: Nová Ves I, Veltruby                                                                   |                                                         |         |
| Voškov                     | 1972     | 29,88      | Beroun: Karlštejn, Liteň                                                                      |                                                         |         |
| Vrch Baba u Kosmonos       | 1950     | 242,70     | Mladá Boleslav: Bakov nad Jizerou, Kosmonosy                                                  |                                                         |         |
| Vrť                        | 1973     | 24,48      | Nymburk: Semice                                                                               |                                                         |         |
| Všetatská černava          | 1987     | 2,50       | Mělník: Tišice, Všetaty                                                                       |                                                         |         |
| Vymyšlenská pěšina         | 1989     | 67,19      | Příbram: Chotilsko                                                                            |                                                         |         |
| Vysoký tok                 | 1984     | 8,80       | Rakovník: Branov                                                                              |                                                         |         |
| Žabakor                    | 1998     | 80,50      | Mladá Boleslav: Březina, Žďár                                                                 |                                                         |         |
| Záplavy                    | 1985     | 23,32      | Kladno: Kamenné Žehrovice, Tuchlovice                                                         |                                                         |         |
| Zvolská homole             | 1989     | 47,22      | Praha-západ: Zvole                                                                            |                                                         |         |

## Nationale Naturdenkmäler
| Name                     | Gründung | Größe [ha] | Lage                                                 | Beschreibung | Ansicht |
| ------------------------ | -------- | ---------- | ---------------------------------------------------- | --- | ------- |
| Bílichovské údolí        | 1933     | 8,48       | Kladno: Bílichov                                     | |         |
| Černé rokle              | 1970     | 13,26      | Prag; Praha-západ: Kosoř                             | |         |
| Cikánský dolík           | 1987     | 0,52       | Kladno: Bílichov                                     | |         |
| Holý vrch                | 1957     | 1,17       | Mělník: Střemy                                       | |         |
| Kaňk                     | 1933     | 0,36       | Kutná Hora: Kutná Hora                               | |         |
| Klokočka                 | 1956     | 3,46       | Mladá Boleslav: Bakov nad Jizerou, Bělá pod Bezdězem | |         |
| Klonk                    | 1977     | 8,91       | Beroun: Suchomasty                                   | |         |
| Kopičácký rybník         | 2007     | 8,31       | Nymburk: Kněžičky                                    | |         |
| Kotýz                    | 1986     | 31,00      | Beroun: Koněprusy, Tmaň                              | |         |
| Medník                   | 1933     | 19,02      | Praha-západ: Hradištko                               | |         |
| Radouč                   | 1933     | 1,47       | Mladá Boleslav: Mladá Boleslav                       | |         |
| Rečkov                   | 1949     | 3,45       | Mladá Boleslav: Nová Ves u Bakova                    | Feuchte Niederung des Baches Rokytka nahe dem Böhmischen Paradieses mit großem Bestand des Sibirischen Goldkolbens (Ligularia sibirica) |         |
| Rybníček u Hořan         | 1985     | 2,01       | Kutná Hora: Miskovice                                | |         |
| Slatinná louka u Velenky | 1973     | 1,04       | Nymburk: Hradištko                                   | |         |
| V jezírkách              | 1988     | 2,89       | Kolín: Velim                                         | |         |
| Zlatý kůň                | 1973     | 37,06      | Beroun: Koněprusy                                    | |         |

## Naturdenkmäler
| Name                         | Gründung | Größe [ha] | Lage                                                 | Beschreibung | Ansicht |
| ---------------------------- | -------- | ---------- | ---------------------------------------------------- | ------------ | ------- |
| Báň                          | 1972     | 10,58      | Nymburk: Hradčany                                    |              |         |
| Bohouškova skalka            | 1987     | 1,75       | Kladno: Klobuky                                      |              |         |
| Božkovské jezírko            | 1988     | 1,29       | Praha-východ: Mirošovice                             |              |         |
| Branžovy                     | 2000     | 0,23       | Beroun: Loděnice                                     |              |         |
| Částrovické rybníky          | 2001     | 3,56       | Benešov: Vracovice                                   |              |         |
| Černolické skály             | 2002     | 2,22       | Praha-západ: Černolice                               |              |         |
| Černý orel                   | 1933     | 8,80       | Mladá Boleslav: Skorkov                              |              |         |
| Chotuc                       | 2000     | 28,57      | Nymburk: Křinec                                      |              |         |
| Čičovický kamýk              | 1989     | 1,96       | Praha-západ: Číčovice                                |              |         |
| Hlaváčková stráň             | 2002     | 0,65       | Mělník: Zlončice                                     |              |         |
| Hluchov                      | 1995     | 7,12       | Praha-východ: Brandýs nad Labem-Stará Boleslav       |              |         |
| Hostibejk                    | 2002     | 1,24       | Mělník: Kralupy nad Vltavou                          |              |         |
| Hostivické rybníky           | 1996     | 112,87     | Praha-západ: Hostivice                               |              |         |
| Hradiště                     | 1990     | 2,84       | Kladno: Dřínov                                       |              |         |
| Hřebenec                     | 1964     | 9,76       | Příbram: Hvožďany, Rožmitál pod Třemšínem            |              |         |
| Husova kazatelna             | 1977     | 9,07       | Příbram: Petrovice                                   |              |         |
| Jánský potok                 | 2001     | 4,24       | Kutná Hora: Dobrovítov                               |              |         |
| Jiřina                       | 1933     | 1,72       | Mělník: Tišice                                       |              |         |
| Kalspot                      | 1987     | 3,58       | Kladno: Kamenné Žehrovice                            |              |         |
| Kamajka                      | 1933     | 1,20       | Kutná Hora: Chotusice                                |              |         |
| Klepec I., II.               | 1977     | 7,48       | Kolín: Přišimasy, Tismice                            |              |         |
| Kněživka                     | 1978     | 0,20       | Praha-západ: Tuchoměřice                             |              |         |
| Kolínské tůně                | 1985     | 4,50       | Kolín: Kolín                                         |              |         |
| Kosova Hora                  | 1946     | 16,38      | Příbram: Kosova Hora                                 |              |         |
| Kovárské stráně              | 1987     | 1,70       | Kladno: Zákolany                                     |              |         |
| Krásná stráň                 | 2003     | 20,20      | Praha-západ: Karlík                                  |              |         |
| Křečovický potok             | 1986     | 6,60       | Benešov: Křečovice                                   |              |         |
| Krtské skály                 | 2002     | 88,80      | Rakovník: Krty                                       |              |         |
| Kuchyňka                     | 1997     | 3,87       | Praha-východ: Brázdim                                |              |         |
| Lom Chlum                    | 1992     | 7,50       | Praha-východ: Kunice                                 |              |         |
| Lom Kozolupy                 | 1981     | 2,00       | Beroun: Vysoký Újezd                                 |              |         |
| Lom Na plachtě               | 1990     | 0,79       | Praha-východ: Škvorec                                |              |         |
| Lom u Červených Peček        | 1977     | 0,11       | Kolín: Červené Pečky                                 |              |         |
| Lom u Chrástu                | 1984     | 1,47       | Mladá Boleslav: Mladá Boleslav                       |              |         |
| Lom u Nové Vsi               | 1977     | 2,14       | Kolín: Nová Ves I                                    |              |         |
| Lom u Radimi                 | 1977     | 0,12       | Kolín: Radim                                         |              |         |
| Lůmek u Bečvár               | 1987     | 0,25       | Kolín: Bečváry                                       |              |         |
| Malý Uran                    | 1996     | 18,51      | Rakovník: Jesenice                                   |              |         |
| Markův mlýn                  | 1987     | 0,13       | Kladno: Unhošť                                       |              |         |
| Minická skála                | 1987     | 0,36       | Mělník: Kralupy nad Vltavou                          |              |         |
| Mokřiny u Beřovic            | 1990     | 12,40      | Kladno: Beřovice, Hobšovice                          |              |         |
| Mrzínov                      | 2000     | 0,87       | Mělník: Vysoká                                       |              |         |
| Na černé rudě                | 2001     | 0,95       | Kutná Hora: Malešov                                  |              |         |
| Na horách                    | 1997     | 4,76       | Příbram: Křešín                                      |              |         |
| Na Novém rybníce             | 1990     | 5,37       | Rakovník: Nové Strašecí                              |              |         |
| Na oboře                     | 2001     | 3,46       | Mělník: Vysoká                                       |              |         |
| Na ostrově                   | 1972     | 4,21       | Benešov: Nemíž                                       |              |         |
| Na Pilavě                    | 1969     | 2,96       | Kladno: Bílichov                                     |              |         |
| Na Stříbrné                  | 1972     | 4,11       | Benešov: Český Šternberk                             |              |         |
| Netřebská slaniska           | 1987     | 1,01       | Mělník: Úžice                                        |              |         |
| Ostrov u Jedomělic           | 1987     | 0,75       | Kladno: Jedomělice                                   |              |         |
| Ostrovecká olšina            | 1990     | 1,87       | Rakovník: Krty                                       |              |         |
| Otmíčská hora                | 1986     | 5,30       | Beroun: Otmíče                                       |              |         |
| Otvovická skála              | 1985     | 1,34       | Kladno: Otvovice                                     |              |         |
| Pazderna                     | 2002     | 0,18       | Praha-západ: Tuchoměřice                             |              |         |
| Písčina u Tišic              | 1987     | 0,60       | Mělník: Tišice                                       |              |         |
| Písčina u Tuhaně             | 2007     | 0,43       | Mělník: Tuhaň                                        |              |         |
| Písečný přesyp u Osečka      | 1989     | 0,85       | Nymburk: Oseček                                      |              |         |
| Písečný přesyp u Píst        | 1951     | 3,70       | Nymburk: Písty                                       |              |         |
| Plaviště                     | 1990     | 3,59       | Rakovník: Jesenice                                   |              |         |
| Pod Šibenicí                 | 1987     | 3,00       | Kladno: Velvary                                      |              |         |
| Pod Veselovem                | 1969     | 0,83       | Kladno: Družec                                       |              |         |
| Podhradská tůň               | 1998     | 3,07       | Mladá Boleslav: Bakov nad Jizerou                    |              |         |
| Podlešínská skalní jehla     | 1987     | 0,03       | Kladno: Podlešín                                     |              |         |
| Prameny Javornice            | 1996     | 1,99       | Rakovník: Drahouš, Jesenice                          |              |         |
| Přílepská skála              | 2001     | 7,95       | Rakovník: Přílepy                                    |              |         |
| Prutník                      | 1972     | 12,62      | Praha-východ: Dřísy                                  |              |         |
| Roudný                       | 1994     | 2,51       | Benešov: Zvěstov                                     |              |         |
| Rybníček u Studeného         | 1993     | 1,00       | Benešov: Studený                                     |              |         |
| Rybník Louňov                | 2001     | 1,88       | Benešov: Načeradec                                   |              |         |
| Skalka u Velimi              | 1987     | 2,52       | Kolín: Velim                                         |              |         |
| Skalka u Žehušic             | 1946     | 0,67       | Kutná Hora: Žehušice                                 |              |         |
| Skalní sruby Jizery          | 1979     | 2,05       | Mladá Boleslav: Ptýrov                               |              |         |
| Skalsko                      | 2008     | 3,60       | Praha-východ: Kostelec u Křížků; Praha-západ: Pohoří |              |         |
| Sládkova stráň               | 1988     | 0,88       | Kolín: Dobřichov                                     |              |         |
| Slánská hora                 | 1998     | 2,23       | Kladno: Slaný                                        |              |         |
| Slepeč                       | 1984     | 7,75       | Mladá Boleslav: Benátky nad Jizerou, Kochánky        |              |         |
| Smečenská rokle              | 1987     | 6,03       | Kladno: Smečno                                       |              |         |
| Soseňský lom                 | 1997     | 0,63       | Rakovník: Jesenice                                   |              |         |
| Špičák u Střezivojic         | 1979     | 0,11       | Mělník: Dobřeň                                       |              |         |
| Špičatý vrch-Barrandovy jámy | 1970     | 2,80       | Beroun: Loděnice                                     |              |         |
| Sprašová rokle u Zeměch      | 1987     | 1,49       | Mělník: Kralupy nad Vltavou                          |              |         |
| Stará Jizera                 | 1987     | 2,54       | Mladá Boleslav: Brodce, Horky nad Jizerou            |              |         |
| Stará Ves                    | 1984     | 1,94       | Beroun: Hudlice                                      |              |         |
| Starkočský lom               | 1985     | 0,61       | Kutná Hora: Starkoč                                  |              |         |
| Stébelnatá rula              | 1977     | 0,03       | Kolín: Zásmuky                                       |              |         |
| Stráně Hlubokého dolu        | 2001     | 4,64       | Mělník: Tupadly                                      |              |         |
| Stráně Truskavenského dolu   | 2001     | 0,53       | Mělník: Kokořín                                      |              |         |
| Studánky u Cerhovic          | 1986     | 9,50       | Beroun: Cerhovice                                    |              |         |
| Teletínský lom               | 1977     | 0,09       | Benešov: Krňany                                      |              |         |
| Třebichovická olšinka        | 1987     | 0,63       | Kladno: Třebichovice                                 |              |         |
| Třemešný vrch                | 1966     | 2,07       | Příbram: Rožmitál pod Třemšínem                      |              |         |
| Trubínský vrch               | 1984     | 3,94       | Beroun: Trubín                                       |              |         |
| U skal                       | 1986     | 6,18       | Praha-východ: Vyšehořovice                           |              |         |
| V dubech                     | 1998     | 4,75       | Mladá Boleslav: Žďár                                 |              |         |
| V olších                     | 1972     | 3,98       | Benešov: Miličín                                     |              |         |
| Váha                         | 1982     | 0,73       | Kolín: Volárna                                       |              |         |
| Valachov                     | 1977     | 2,99       | Rakovník: Hracholusky                                |              |         |
| Ve Šperkotně                 | 1986     | 0,43       | Kladno: Hradečno                                     |              |         |
| Vehlovické opuky             | 2002     | 0,27       | Mělník: Mělník                                       |              |         |
| Velký Radechov               | 1999     | 21,99      | Mladá Boleslav: Dolní Krupá                          |              |         |
| Vinařická hora               | 1985     | 68,77      | Kladno: Vinařice                                     |              |         |
| Vinice                       | 1999     | 43,18      | Příbram: Jince                                       |              |         |
| Vinný vrch                   | 1974     | 0,40       | Nymburk: Vrbice                                      |              |         |
| Vlčí rokle                   | 1990     | 8,51       | Benešov: Krhanice                                    |              |         |
| Vraní skála                  | 1948     | 20,67      | Beroun: Svatá                                        |              |         |
| Vrch Káčov                   | 1953     | 1,86       | Mladá Boleslav: Mnichovo Hradiště                    |              |         |
| Vrškámen                     | 1977     | 0,08       | Příbram: Petrovice                                   |              |         |
| Zahořanský stratotyp         | 1977     | 1,52       | Beroun: Králův Dvůr                                  |              |         |
| Zbyslavská mozaika           | 1977     | 0,52       | Kutná Hora: Vrdy                                     |              |         |
| Zdická skalka u Kublova      | 1952     | 0,57       | Beroun: Kublov                                       |              |         |
| Žehušická obora              | 1920     | 246,00     | Kutná Hora: Žehušice                                 |              |         |
| Želízky                      | 2001     | 1,05       | Mělník: Dolní Zimoř, Želízy                          |              |         |
| Žraločí zuby                 | 1995     | 0,43       | Kladno: Kladno                                       |              |         |